# Heinz Bachmann
Heinz Bachmann (* 1924; † 29. April 2022) war ein Schweizer Mathematiker.
Bachmann wurde 1950 an der Universität Zürich mit der Arbeit Die Normalfunktionen und das Problem der ausgezeichneten Folgen von Ordnungszahlen in Mathematik promoviert. Von ihm stammte eine Monographie über transfinite Zahlen.
Unabhängig von William Alvin Howard führte er in seiner Dissertation die Bachmann-Howard-Ordinalzahlen ein.
Er starb am 29. April 2022 im Alter von 98 Jahren.

## Schriften
- Transfinite Zahlen (= Ergebnisse der Mathematik und ihrer Grenzgebiete. N.F. Heft 1). Springer, Berlin 1955. 2. Auflage 1967, DNB 455594988.
- Kalenderarithmetik. 2. Auflage. Juris, Zürich um 1984, ISBN 978-3-260-05035-0.
- Der Weg der mathematischen Grundlagenforschung. Lang, Bern 1983. 2. Auflage 1985, ISBN 978-3-261-05089-2.